# Delia capensis
Delia capensis är en tvåvingeart som först beskrevs av Malloch 1924.  Delia capensis ingår i släktet Delia och familjen blomsterflugor. Inga underarter finns listade i Catalogue of Life.